# Perdita biguttata
Perdita biguttata är en biart som beskrevs av Timberlake 1962. Perdita biguttata ingår i släktet Perdita och familjen grävbin. Inga underarter finns listade i Catalogue of Life.